# Livgedingets domsagas valkrets
Livgedingets domsagas valkrets var vid riksdagsvalen till andra kammaren från 1881 till extravalet 1887 en egen valkrets, omfattande Livgedingets domsaga. Den delades vid det ordinarie höstvalet 1887 i Väster- och Österrekarne häraders valkrets och Åkers och Selebo häraders valkrets.

## Riksdagsman
- Carl Andersson, lmp (1882–1887)

## Valresultat

### 1887 (vår)
| Andrakammarvalet i Sverige 1887 (vår): Livgedingets domsagas valkrets | Andrakammarvalet i Sverige 1887 (vår): Livgedingets domsagas valkrets | Andrakammarvalet i Sverige 1887 (vår): Livgedingets domsagas valkrets | Andrakammarvalet i Sverige 1887 (vår): Livgedingets domsagas valkrets | Andrakammarvalet i Sverige 1887 (vår): Livgedingets domsagas valkrets |
| Kandidat                                                              | Kandidat                                                              | Röster                                                                | Röster                                                                | Röster                                                                |
| Kandidat                                                              | Kandidat                                                              | Antal                                                                 | %                                                                     | +− %                                                                  |
| --------------------------------------------------------------------- | --------------------------------------------------------------------- | --------------------------------------------------------------------- | --------------------------------------------------------------------- | --------------------------------------------------------------------- |
|                                                                       | Carl Andersson (protektionist)                                        | 600                                                                   | 75,8                                                                  |                                                                       |
|                                                                       | Carl Johan Flodqvist (frihandlare)                                    | 184                                                                   | 23,2                                                                  |                                                                       |
|                                                                       | Övriga kandidater                                                     | 8                                                                     | 1,0                                                                   |                                                                       |
| Antal giltiga röster                                                  | Antal giltiga röster                                                  | 792                                                                   |                                                                       |                                                                       |
| Kasserade röster                                                      | Kasserade röster                                                      | 33                                                                    |                                                                       |                                                                       |
| Totalt                                                                | Totalt                                                                | 825                                                                   |                                                                       |                                                                       |

Valet ägde rum den 14 april 1887. Valdeltagandet var 51,9%.